# Zeitzeugenportal (Aufarbeitung der SED-Diktatur)
 Das Zeitzeugenportal der Bundesstiftung zur Aufarbeitung der SED-Diktatur wurde im Juni 2009 mit Unterstützung des Bundesministeriums des Innern und der deutschen Bundesländer eingerichtet. Das Online-Portal vermittelt Lehrern in Schulen und der außerschulischen Bildungsarbeit sowie Journalisten den Kontakt zu Zeitzeugen, die die Jahre der deutschen Teilung miterlebt und an deren Überwindung mitgewirkt haben. Diese können zu Veranstaltungen im Bildungsbereich, Unterrichtsstunden, Projekttagen etc. eingeladen werden. 
Neben der Zeitzeugendatenbank bietet das Portal kompakte Unterrichtsmaterialien und didaktische Konzepte zu den thematischen Schwerpunkten Volksaufstand 17. Juni 1953, Mauerbau und innerdeutsche Grenze sowie Friedliche Revolution und Deutsche Einheit 1989/90. Das Angebot ist zum Teil in Englisch, Spanisch und Französisch verfügbar. Die Idee des Portals besteht darin, „Erinnerungsbrücken“ für junge Menschen zu bauen, die die SED-Diktatur und die deutsche Teilung nicht aus eigenem Erleben kennen.

## Geschichte
Das Zeitzeugenportal ging am 30. Juni 2009 online. Seine Konzeption ist das Ergebnis kontinuierlicher Gespräche zwischen der Staatskanzlei Sachsen, der Bundesstiftung Aufarbeitung und dem Bundesministerium des Innern, die im November 2007 aufgenommen wurden. Hintergrund des Projekts war ein Brief des Vorstandsvorsitzenden der Bundesstiftung Aufarbeitung, Rainer Eppelmann, der im August 2007 an alle Ministerpräsidenten versandt wurde. Die Bundesländer wurden in dem Schreiben darum gebeten, den historischen Ereignissen von 1989/90 als Zäsur für die jüngste deutsche Geschichte besondere Aufmerksamkeit zu widmen. Gleichzeitig wurde das Angebot unterbreitet, dass die Bundesstiftung Aufarbeitung als Kooperations- und Vernetzungspartner im Hinblick auf gemeinsame Projekte und Aktivitäten zur Verfügung steht. Die Ministerpräsidentenkonferenz nahm im Oktober 2007 diese Anregung auf und beauftragte den Freistaat Sachsen damit, mit der Bundesstiftung für den Aufbau eines Online-Zeitzeugenportals in Verbindung zu treten.

## Struktur und Aufbau
Das Zeitzeugenportal besteht aus zwei Teilbereichen: einem Zeitzeugenbereich („Geschichte erinnern“) und einem Ressourcenbereich („Unterricht gestalten“). 
Der Zeitzeugenbereich besteht aus einer Onlinedatenbank. Ein Teil der Zeitzeugendatenbank ist frei zugänglich. Um das vollständige Angebot einsehen zu können, ist eine Registrierung erforderlich. Registrieren können sich Vertreter von Organisationen der schulischen und außerschulischen Bildungsarbeit sowie Medienvertreter, nicht jedoch Privatpersonen.  Die Zeitzeugen werden mit biographischen Informationen sowie einem Kurzportrait und Fotos vorgestellt. Der Nutzer kann in der Datenbank – nach Bundesland und Schlagworten geordnet – Zeitzeugen zu verschiedenen Themen u. a. zu Flucht und Ausreise, Bürgerrechtsbewegung, Kirche, Hafterfahrungen etc. recherchieren und über ein Onlineformular direkt kontaktieren.
Der Ressourcenbereich gliedert sich in die Rubriken Schwerpunkte, Unterrichtsmaterialien, Exkursionen, Filme und Bücher sowie Links. In den Schwerpunkten und den Unterrichtsmaterialien finden Lehrer und Schüler kompaktes didaktisches Lehr- und Lernmaterial sowie Tipps für Zeitzeugen zu den Themen Friedliche Revolution 1989/90, Mauerbau und Grenze sowie Volksaufstand 17. Juni 1953. Die Rubrik Exkursionen weist auf Erinnerungsorte, Dokumentationszentren, Museen und Grenzorte hin, die sich für Schülerprojekte und Klassenfahrten eignen. Unter dem Stichwort Filme und Bücher stehen Kurzbeschreibungen der wichtigsten Dokumentar- und Spielfilme sowie eine Vielzahl von Überblicksdarstellungen und Monographien zu den Schwerpunktthemen des Portals zur Verfügung. Schließlich verweisen ausgewählte Links auf die Angebote wichtiger Institutionen der historisch-politischen Bildungsarbeit in Deutschland.
Der historische Kalender  erinnert Tag für Tag an Ereignisse „Heute vor 50 Jahren“.

## Zeitzeugenporträts
Zu den im Zeitzeugenportal vertretenen Zeitzeugen gehören unter anderem Hartmut Büttner, Benedikt Dyrlich, Ralf Geisthardt, Gisela Kallenbach, Hans-Jochen Tschiche und Thomas Welz.